# شلغوم عبد السلام
علي براهيتي سياسي جزائري، شغل منصب وزير الفلاحة والتمنية الريفية والصيد البحري بحكومة سلال الخامسة.

## المناصب التي تقلدها
- وزير الفلاحة والتمنية الريفية والصيد البحري بحكومة سلال الخامسة.